# Nederlek
Nederlek (anhörenⓘ) war eine Gemeinde der niederländischen Provinz Zuid-Holland und zählte am 31. Dezember 2014 laut Angabe des CBS 14.143 Einwohner. Die Gesamtfläche der Gemeinde betrug 31,24 km². Am 1. Januar 2015 wurde sie in die Gemeinde Krimpenerwaard eingegliedert.

## Orte
Die Gemeinde bestand aus den beiden entlang von Flussdeichen entstandenen typisch holländischen Dörfern Krimpen aan de Lek (= Krimp [Kurve] am Lek) und Lekkerkerk (= Kirche am Lek), wo sich die Gemeindeverwaltung befand.

## Lage und Wirtschaft
Die Gemeinde lag etwas abgeschieden östlich von Rotterdam im Polder Krimpenerwaard an den Flussarmen Lek (an der Ostseite) und Noord (nach Westen hin). Die beiden Dörfer lebten von jeher von der Landwirtschaft und der Flussschifffahrt. Inzwischen gibt es auch etwas Industrie, und es haben sich Pendler angesiedelt, die täglich zu ihren Jobs ins nur etwa 12 km entfernte Rotterdam und Umgebung fahren.

## Geschichte
Die beiden Dörfer entstanden im Mittelalter, als man die Moore zwischen den holländischen Flussarmen einzupoldern begann. Die St.-Elisabethflut von 1421 machte vieles vorübergehend zunichte, aber man hielt durch. Im Achtzigjährigen Krieg und zwar 1575/1576, war das Gebiet zeitweise spanisch, wurde aber von den Holländern bald wieder befreit. Von 1620 bis 1668 soll in Lekkerkerk ein Bauer gelebt haben, der 2,59 Meter lang war und 250 Kilogramm wog. Er kam bei einer Streit auf der Kirmes ums Leben.
Krimpen aan de Lek war von 1714 bis 1742 ein Zentrum des Walfangs.
Lekkerkerk war 1980 der erste Ort in den Niederlanden, in dem der Boden unter einem neu gebauten Wohnviertel ausgegraben und ersetzt werden musste. Man hatte stark mit chemischen Abfällen verunreinigtes Erdreich für den Bau des Wohngebietes benutzt. Dieser Giftmüllskandal machte im ganzen Land großen Wirbel.

## Sehenswürdigkeiten
Die ländliche Umgebung zieht vor allem Vogelliebhaber an. Unter anderem der ehemaligen Entenkäfig Bakkerswaal und die Flussinsel Kleine Zaag eignen sich zum „bird-watching“. Auch sind schöne Radtouren über die schmalen Deiche und Bauernwege möglich.

## Bilder

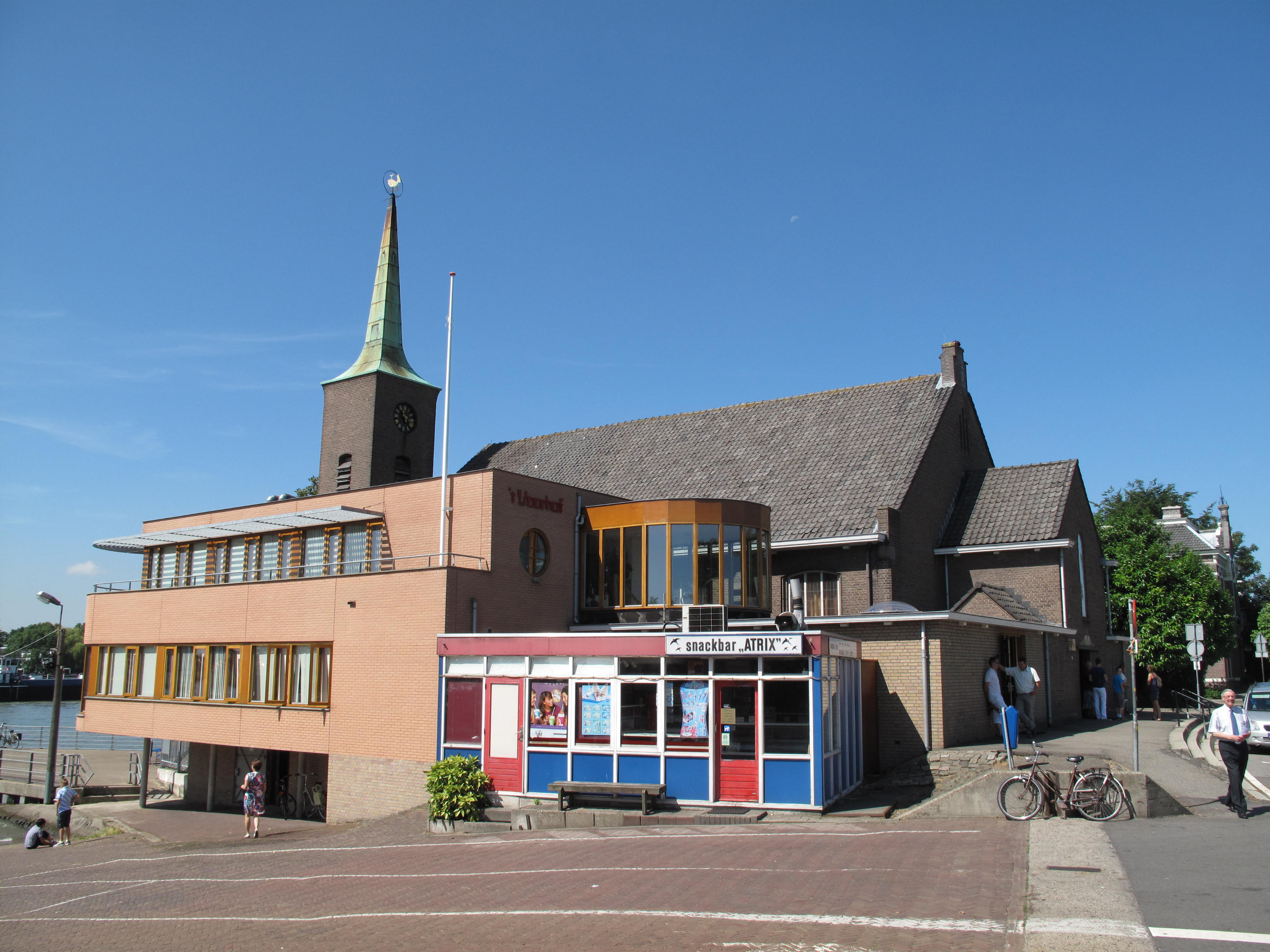
Krimpen ad Lek, Kirche
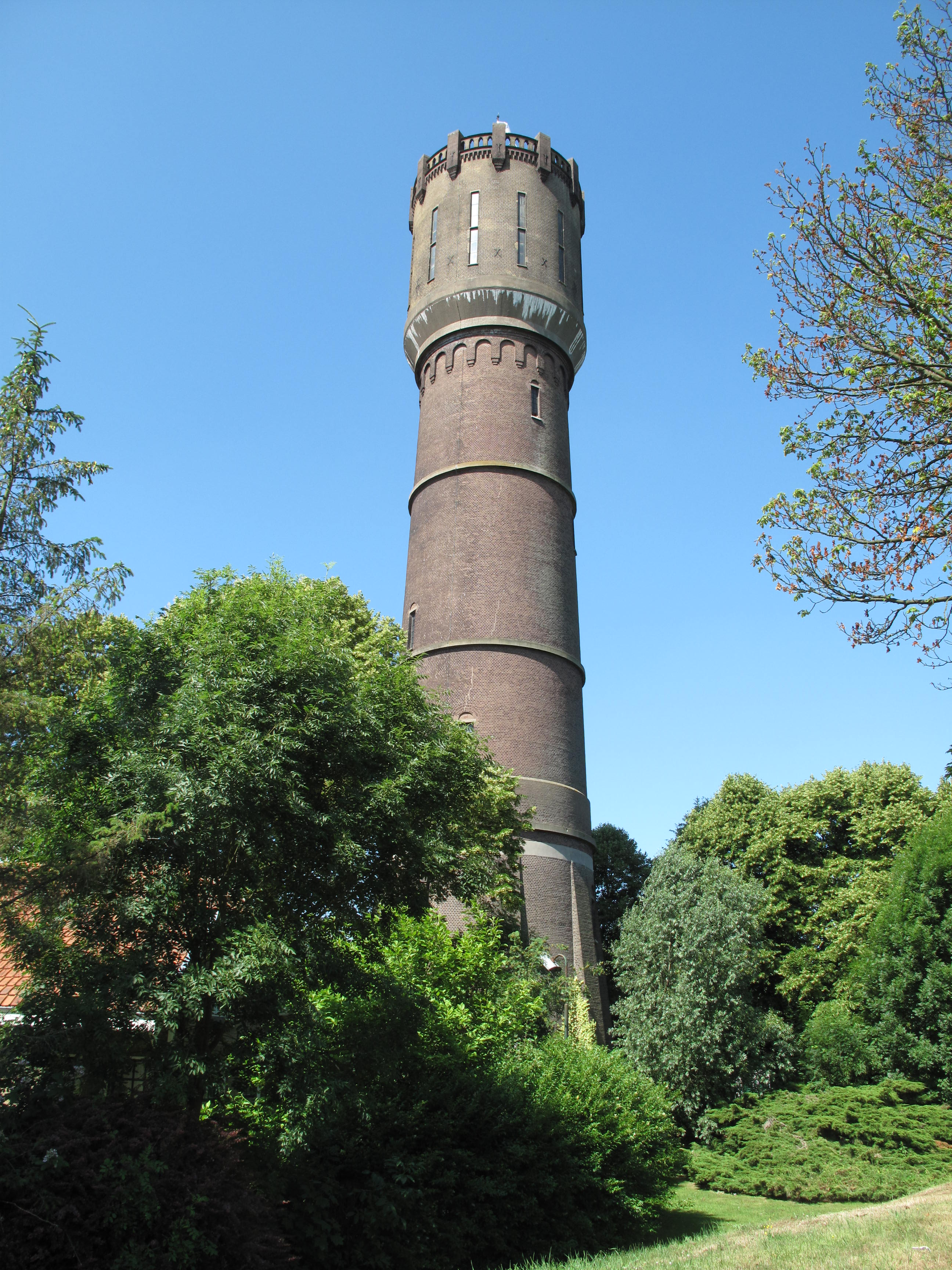
Krimpen ad Lek, Wasserturm
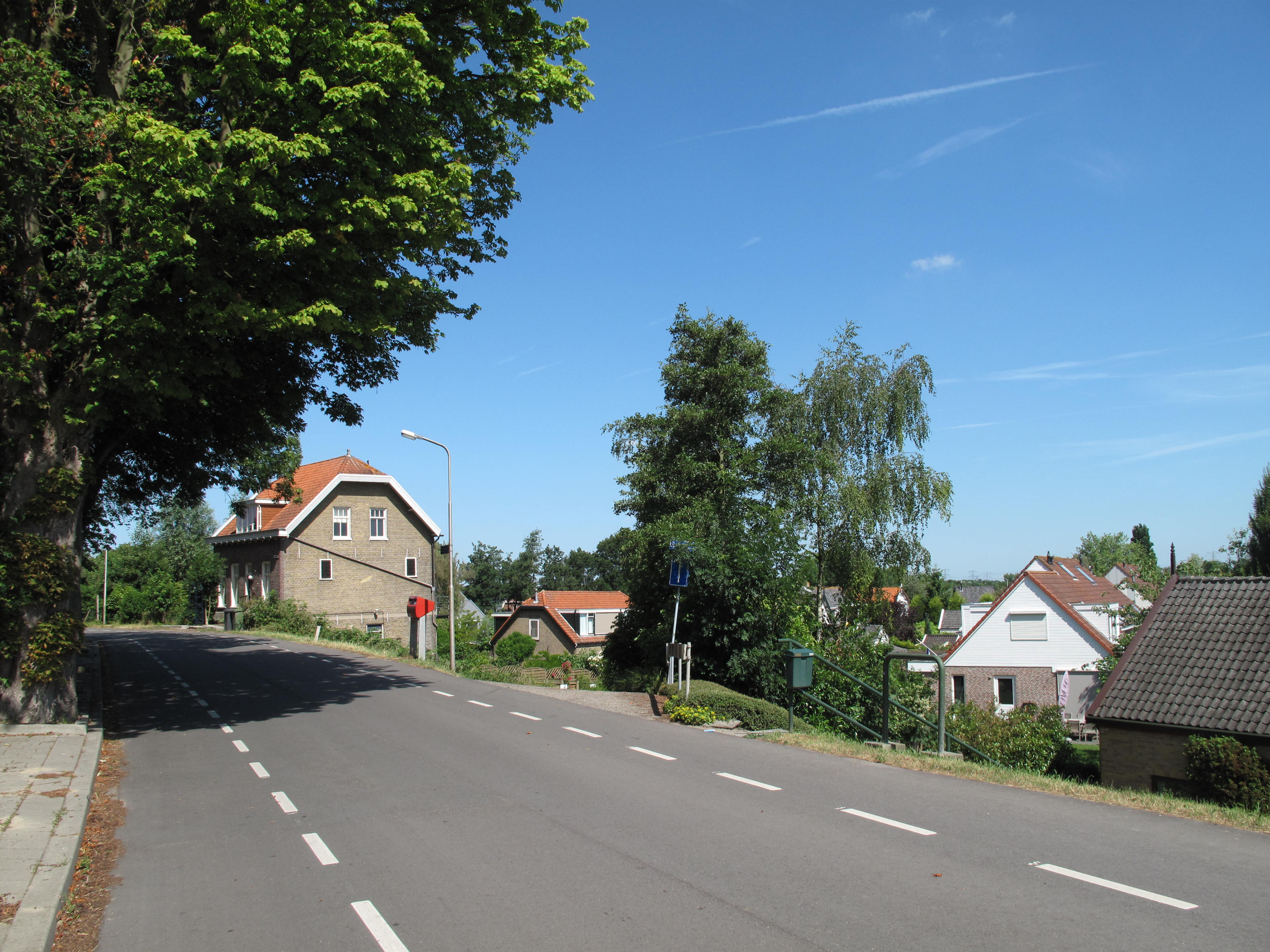
Krimpen ad Lek, eine Straße
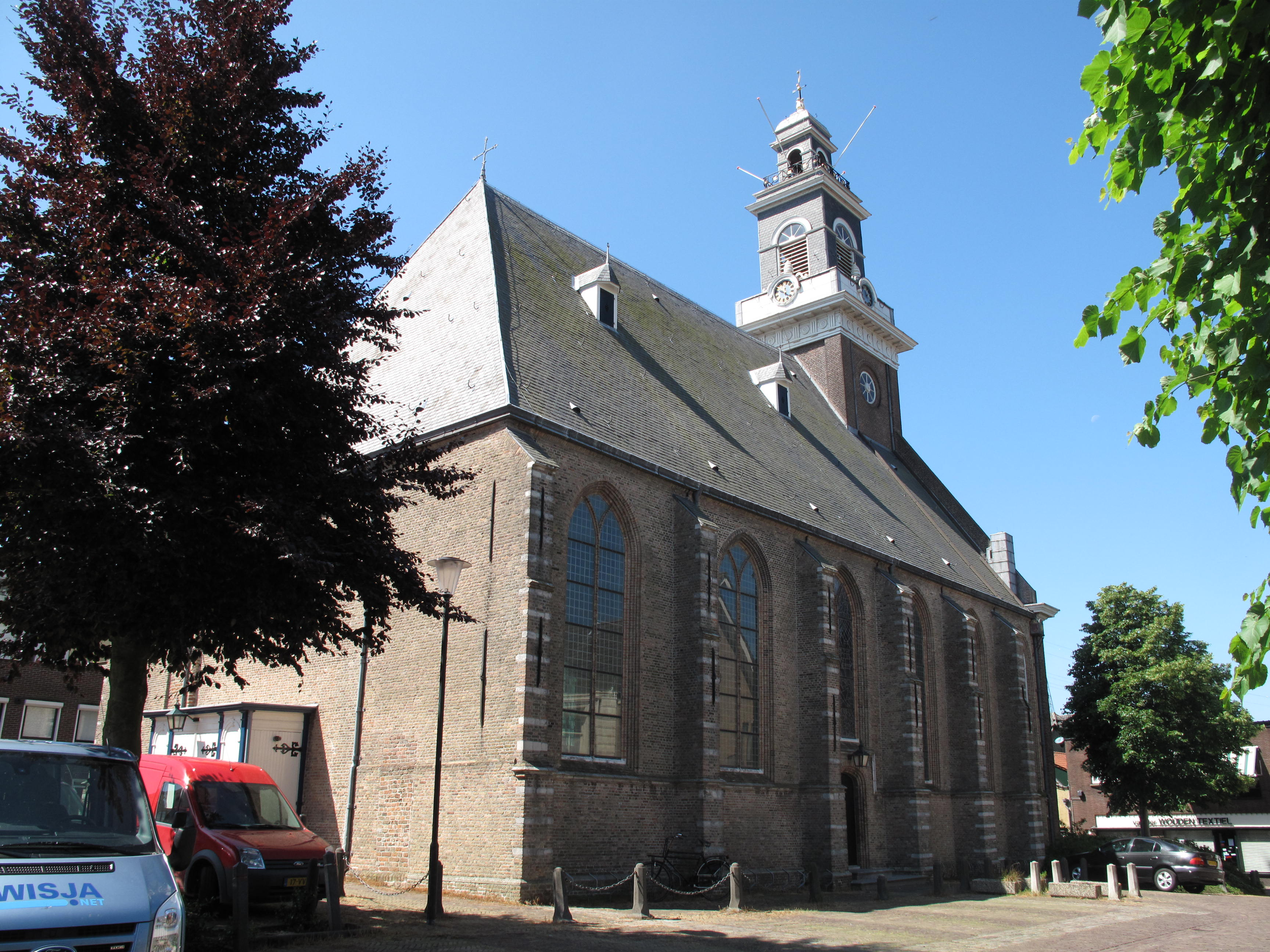
Lekkerkerk, Kirche: Grote of Johanneskerk

## Politik

### Sitzverteilung im Gemeinderat
| Partei        | Sitze | Sitze | Sitze | Sitze |
| Partei        | 1998  | 2002  | 2006  | 2010  |
| ------------- | ----- | ----- | ----- | ----- |
| VVD           | 4     | 3     | 3     | 4     |
| PvdA          | 4     | 4     | 5     | 4     |
| Werkgroep ’84 | 2     | 2     | 2     | 3     |
| CDA           | 2     | 3     | 3     | 2     |
| SGP           | 2     | 2     | 2     | 2     |
| D66           | 1     | 1     | 0     | —     |
| Gesamt        | 15    | 15    | 15    | 15    |

## Söhne und Töchter der Stadt
- Marjolein de Jong (* 1968), Volleyballspielerin
- Yvonne van Vlerken (* 1978), Triathletin
- Sarissa De Vries (* 1989), Du- und Triathletin
- Sigrid ten Napel (* 1993), Schauspielerin
- Patrick Roest (* 1995), Eisschnellläufer